# Мурад IV
Мурад IV (осман. مراد رابع, трансліт. Murâd-ı râbi‘, тур. Dördüncü Murat) (*27 липня 1612 — 8 лютого 1640) — 17-й султан Османської імперії з 1623 по 1640 роки, завойовник Багдаду та Єревана. Його прозвали Кривавим за жорстоку та криваву політику. Період правління султана Мурада є одним із суперечливих періодів Османської імперії. Історики зʼясовують користь і шкоду дій Мурада для Османської імперії. Син Ахмеда І і Кесем Султан, брат Ібрагіма І.

## Біографія
Мурад IV народився в Стамбулі в 1612 році. Його батьком був Ахмед І, а матірʼю Кесем Султан.
Після смерті його старшого брата султана Османа II у 1622 році вдруге на престол був зведений його божевільний дядько Мустафа І, який був психічно неврівноваженим через довгі роки, що він провів на самоті у клітці. Згодом Мурад IV вступив на престол у віці 11 років в результаті перевороту, в ході якого був скинутий Мустафа I. Мурад IV зійшов на престол у період кризи в Османській імперії, адміністративні справи були складними, яничари та сипахи вдавалися до самодурства. Оскільки Мурад IV був дитиною, фактична влада опинилася в руках матері Мурада Кесем Султан та придворних євнухів. Прихід Кесем Султан до влади викликав деяку плутанину. Мурад правив країною, але він отримував накази та розпорядження від своєї матері, що було вперше в історії Османської імперії. Його мати стала регентом і мала право голосу в фактичному управлінні державою. В результаті ослаблення центральної влади спалахнули заколоти у Східній Анатолії, Багдаді, Лівані, Криму і Ємені. В багатьох інших провінціях місцеві губернатори відмовлялися виконувати розпорядження центральної влади. Почалося багато анархічних дій і повстань. Скориставшись ситуацією, 1624 року перський шах Аббас I Великий окупував Арабський Ірак, а у багатьох місцях Багдада були вбиті віруючі сунітської секти. Повстання яничарських тиранів закінчилися великими лихами. У 1632 році вони розчленували великого візира Муеззінзаде Дамата Хафіза Ахмеда-Пашу на очах у Мурада IV.
Повстання Абази-Паші є однією з найважливіших подій в становленні Мурада IV. З убивством Османа II яничарський корпус практично розгубився. Абаза-Паша, який вважав яничарів відповідальними за вбивство Османа II, карав і вбивав яничар одного за іншим, які в свою чергу хотіли припинити діяльність Абази-Паші, який був відомий своєю ворожістю до яничар. Абаза-Паша вбивав усіх захоплених ним яничар. Зрештою, він наказав убити Гусейна-Пашу в 1626 році. Ця ситуація змусила терпіння Мурада IV вичерпатися. Захоплення та вбивство Абази-Паші було доручене Халілю-Паші. Однак Халіль-Паша не мав успіху у цій справі та був звільнений з посади Мурадом IV у 1628 році. Після цього Мурад IV помилував його і призначив у Боснійське князівство. Таким чином завершилося повстання Абази-Паші, яке постійно ставало проблемою.
Повідомляється, що молодий правитель Османської держави після вступу на престол одного разу пройшов в імперську скарбницю, де, за записами турецького письменника і мандрівника Евлії Челебі, "… не було видно ніякого посуду із золота і, крім непотрібного мотлоху, виявилося лише 6 мішків монет, сумка з коралами і скриня з китайською порцеляною. Побачивши це, султан Мурад наповнив казну своїми сльозами і, двічі схилившись у молитві, сказав: «Іншалла, я заповню цю скарбницю багатствами тих, хто їх вкрав, і наповню ще п'ятдесят сховищ на додаток до цього» ".
Із 1632 року Мураду вдалося позбутися опіки матері і поступово відновити контроль над величезною імперією. Він позбавив свою матір Кесем Султан титулу регента, який вона займала при ньому протягом 9 років. Відтоді молодий султан почав домінувати в державних справах. Він наказав стратити одного з ватажків тиранів, колишнього великого візира і верховного головнокомандувача Хюсрева-Пашу. Хоч яничари знову повстали, Мурад IV раз і назавжди взяв контроль над ситуацією, стративши великого візира Топала Реджепа-Пашу, який стримував їх. Пізніше він також стратив Шейха Уль-Іслама Ахізаде Гусейна Ефенді, який поводився з тиранами в дуже легкій манері, просто щоб залякати його. Однак страта навіть найменшого представника класу улемів була заборонена законом. На цю посаду Мурад IV знову призначив свого улюбленого Шейха Уль-Іслама, поета Яхʼю Ефенді який залишався на цій посаді протягом 18 років.
Перш за все, Мурад зменшив поширене хабарництво та фаворитизм. Стверджується, що причиною заборони алкоголю, тютюну і кави в Стамбулі стала велика стамбульська пожежа 1631 року і що, згідно з результатами розслідування, проведеного на замовлення султана, цю пожежу розпалили п'яні яничари, які курили тютюн. Крім того, те, що шинки та кав'ярні стали місцем збору яничар і повстанців, змусило султана задуматися. Заборона є свідченням відновлення втраченого державного авторитету.
Султан оцінював свою владу залежно від того, наскільки дотримувалися його заборони. Тому заборони виконувалися дуже суворо. Султан Мурад наказував вбивати тих, хто не дотримувався його заборон. Деякими ночами він оглядав вулиці, переодягаючись. Він часто проводив цю приховану перевірку і особисто закривав багато таверн на ніч, влаштовуючи облави та страти. Жителі Стамбула, які звикли, що султан перебуває в палаці Топкапи як вищий і священний персонаж, дивилися на Мурада IV, який змішався з публікою та прямо демонстрував свою владу з іншої точки зору.  В результаті цієї практики, яку султан продовжував до своєї смерті, вона породила легенди та перекази, яких ніколи не створювали проти жодного іншого султана. Багата позиція Мурада IV в усній культурі була інтерпретована як прояв його довгоочікуваної авторитарної фігури.
З 1623 до 1637 року ним самим та його катами було страчено, за різними оцінками, від 10 до 25 тисяч людей, які не підкорялися його наказам і заборонам. Повсталих яничарів він суворо присмирив і, за їхньою допомогою, провів декілька успішних війн. Також була проведена реформа суду та воєнна реформа, яка укріпила боєздатність армії. Мураду IV, відомому як завойовнику Багдада, вдалося зі своїм військом увійти до столиці Аббасидів.
У 1634 році Мурад відновив війну з Іраном, особисто очоливши армію у 1635 році. У короткий термін турки оволоділи Тебрізом, Єреваном та Нахічеванню. Союзниками турків у війнах на Закавказзі виступали в тому числі й українці. Зокрема, Мурад VI за рекомендацією кримського хана, запросив до військової співпраці військо козаків з України, яке очолював гетьман Максим Гулак. У короткий термін турки в союзі з українцями оволоділи Тебрізом, Єреваном, Нахічеванню. У 1638 році ведена султаном армія турків знову захопила Багдад, що змусило шаха Ірану Сефі I укласти з Туреччиною Зухабський мир 1639 року. Договір поклав край тривалій ворожнечі Османської імперії і Сефевідської держави, яка розпочалась з Чалдиранської битви на початку XVI століття, і став одним з найбільших досягнень турецького султана Мурада IV. За умовами договору Сефевіди зберегли за собою Єреван і прилеглі до нього території на Кавказі, а турки втримали Басру і Багдад. Тим самим в цілому була відновлена лінія кордону, встановлена Амасіїнським договором. Межі, встановлені Зухабський миром, залишалися без зміни протягом майже ста років, поки держава Сефевідів не зникла внаслідок навали афганців. Крім цього, Мурад IV вів успішні війни з козаками та змусив венеційців укласти невигідний для них мир. 18 червня 1637 року, козаки без відома царя Михайла Федоровича Романова, за підтримки донських козаків, штурмом взяли Азов. Момент був вибраний вдало. Мурад готувався до війни з Персією і прийшов в лють від цієї звістки. Він послав до Москви посла зі скаргою. Михайло Федорович був повністю згоден з султаном: «Ми за них не стоїмо, хоча їх злодіїв всіх в одну годину накажіть побити». Козакам же, що надіслали послів зі звісткою про перемогу, цар дорікнув за гарячність, але велів прислати опис трофеїв. Цар, який перебував у мирі з турками, офіційно відмежовувався від цих подій, але неофіційно посилав козакам гроші і порох. 7 червня 1641 року турецька армія на чолі з великим візиром Кеманкешем Кара Мустафою-пашею обложила Азов і козаки були змушені залишити фортецю після відповідного рішення Земського собору влітку 1642 року. Також султан взявся за модернізацію флоту, оскільки його дратувала Венеція зі своїм потужним флотом в Егейському та Середземному морях і великими доходами від торгівлі.
У мирні дні султан Мурад заохочував будівництво мечетей і шкіл, протегував вченим. Повідомляють, що за підтримки Мурада винахідник Хезарфен Ахмед Челебі першим здійснив політ на крилах.
На початку 1640 року сам султан і його брат шехзаде Ібрагім на той момент були єдиними представниками династії Османів в чоловічому коліні. Перед смертю султан думав передати османський престол кримському хану Багадиру I Гірею, бо династії Османів і Гіреїв перебували між собою в родинних зв'язках, завдяки династичним шлюбам. Внаслідок Мурад віддав наказ про страту свого брата Ібрагіма, але в останній момент Кесем Султан врятувала свого сина від смерті.
Султан Мурад IV, який врятував імперію від величезної смути і взяв на себе управління, боровся з важкою хворобою. Під час походу на Єреван Мурад IV захворів. Хоча на короткий час його стан покращився, у 1639 він знову погіршився, оскільки він постійно вживав алкоголь, хоч його оточуючі і казали йому кинути пити. Мурад IV помер 1640 року від цирозу печінки у кімнаті, де задушив свого брата, а його наступником став брат Ібрагім I, адже з усіх дітей Мурада дитинство пережили лише вісім доньок.

## Сім'я і діти
Як і про наложниць Османа II, про фавориток Мурада даних майже немає, оскільки жодній з них не вдалося стати матір'ю майбутнього султана. Найвідомішою його жінкою, яку часто називали єдиною, була Айше Султан.
Хоча Евлія Челебі згадує про народження у Мурада IV 32 дітей, зрілого віку досягли лише вісім доньок. Сини Мурада померли в дитинстві, більшість під час епідемій 1637—1640 рр. Тому наслідував йому брат Ібрагім I.

### Жінки
- Хасекі Айше Султан (1612-1675). Албанка. Одружилася із Султаном в 1630 році в палаці Едірне. Її називають наймогутнішою із усіх дружин Мурада, офіційно носила титул Хасекі-Султан. Жила у старому палаці після смерті чоловіка, там і померла.
- Шемсішах Султан (1619-1698). Справжнє її імʼя - принцеса Zilihan Dadiani. Грузинка, походила з династії Дадіанів. Її весілля відбулося приблизно 1634 року в палаці Топкапи. Померла у старому палаці.
- Хурічехре Султан (1613-1689). Грузинка, походить зі знатного роду. Померла у павільйоні Хюнкар, де й жила після смерті чоловіка.
- Санавбер Султан (1616-1677). Боснійка. Одна з дівчат, яка виховувалась Кесем Султан і була подарована Султану. Була вигнана з палацу після смерті чоловіка, тому до кінця своїх днів жила в палаці у Чукурхісарі.
- Айше Махзіба Султан (1622-1691). Справжнє імʼя - принцеса Ayşe Alegukovna Şogenukova. Черкеска, донька черкеського правителя. Її весілля відбулося у палаці Топкапи.
- Шемспері Султан (1612-1675). За походженням албанка. Померла у старому палаці. Спеціально виховувалась, була подарована Кесем Мурадові, коли він став падишахом.

### Сини
- шехзаде Ахмед (21 грудня 1627 — ?)(мати —).
- шехзаде Хасан (1631—1632) (мати —?).
- шехзаде Сулейман (2 лютого 1632—?)(мати — ?).
- шехзаде Мехмед (8 серпня 1633—?)(мати—?).
- шехзаде Аладдін (16 серпня 1635—?)(мати —?).
- шехзаде Абдулхамід (1635—?) (мати—?).
- Також повідомляється про шехзаде Селіма, Орхана, Нумана, Махмуда, Хасана та Османа, проте ніяких відомостей про них немає. Відомо лиш те, що вони померли у дуже юному віці.

### Доньки
- Гевхерхан Ханим Султан (1630 —?) (мати — ?).
- Ханзаде Султан (бл. 1631—після 1675) (мати—?) Була похована в гробниці свого дядька Ібрагіма. Була одружена із Наккаша Мустафою-Пашею, який був старше її на 27 років. На момент одруження їй було не більше 14 років.
- Есмахан-султан (1630—1633)(мати — Хурічехре Султан).
- Ісміхан Кая-султан (1633—1659) (мати — ?) Померла в у віці 26 років під час пологів. Після смерті свого батька мала багато заручин, а в 11 років була видана заміж за Гаазі Мелек Ахмеда-Пашу, саме весілля відбулося, коли султані було 15 років. Її чоловік був старше неї приблизно на 33 роки.
- Сафіє Султан (?—?) (мати—?) Померла під час пологів. Була похована в гробниці свого діда - Султана Ахмеда 1. У 1659 році одружилася із Абазу Сіявуш-Пашею.
- Рукіє Ханим Султан (1640-1690) (мати—?). Невідомо, чи Султан Мурад побачив її, оскільки він помер у тому ж році. У віці 23 років у 1663 одружилася із Дівріклі Ібрагімом-Пашею, який був старше за неї на 35 років. Його спершу називали Сатаною, а потім «Мелек». Її могила знаходиться неподалік від мечеті Шехзадебаші.

## Кіновтілення
- У фільмі «Махпейкер» (2010 р.) роль султана Мурада виконав Тарик Байрак.
- В турецькому телесеріалі «Величне століття: Кесем Султан» роль дорослого Мурада виконує Метін Акдюльгер. У цьому ж телесеріалі юного Мурада зіграв Чаан Ефе Ак.